# Kisköre

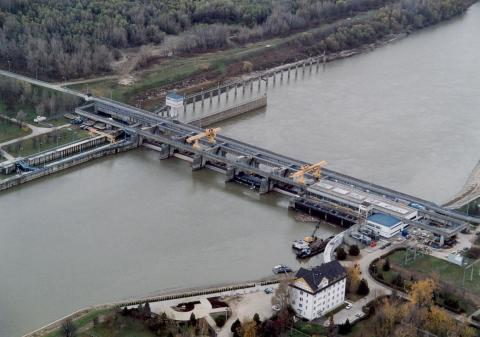
Kisköre

Kisköre är en mindre stad i provinsen Heves i Ungern. År 2019 hade Kisköre 2 810 invånare.